# Narayan Das
Narayan Das (* 25. September 1993 in Tribeni) ist ein indischer Fußballspieler, der vor allem in der Abwehr zum Einsatz kommt. Er steht derzeit beim Indian-Super-League-Club Delhi Dynamos FC aus der Stadt Neu-Delhi im Unionsterritorium Delhi unter Vertrag. Als indischer Nationalspieler gehörte er bei der Fußball-Südasienmeisterschaft dem Siegerteam bei der 2015er-Auflage an.

## Laufbahn

### Verein
Von 2008 bis 2012 gehörte er der von Tata Steel finanzierten Tata Football Academy an.
Anschließend folgte für die Spielzeit 2012/2013 der Wechsel in die I-League, die höchste Spielklasse Indiens neben der Indian Super League, zu den „Pailan Arrows“ (mittlerweile „Indian Arrows“), einem speziell für den indischen Nationalmannschaftsnachwuchs konzipierten Team, das im Hinblick auf die Fußballweltmeisterschaft Spielpraxis im Ligabetrieb sammeln sollte. Dort stand er bei 22 Partien auf dem Platz, davon in 21 Fällen in der Startaufstellung. In der Summe kam er damit auf 1.887 Minuten Spielzeit. Seinen ersten Einsatz hatte er am 28. Oktober 2012 gegen den Salgaocar Sports Club. Dabei wurde er zu Beginn der zweiten Halbzeit für Pritam Kotal eingewechselt und erhielt in der 72. Minute eine Gelbe Karte. Drei Wochen später erzielte er im 18. November 2012 in der 84. Minute der Partie gegen den Prayag United Sports Club aus Kalkutta seinen ersten Treffer im Profifußball.
Als die Pailan Arrows nach Ende der Saison 2012/13 ihren Betrieb einstellten, wechselte Das gemeinsam mit seinen drei Mitstreitern Alywn George, Holicharan Narzary und Pronay Halder zum mehrfachen Meister Dempo SC. Dort entwickelte er sich zu einem der Schlüsselspieler des Teams, weshalb sein verletzungsbedingter Ausfall bei einer Ausleihe an den FC Goa von Inhaber Shrinivas Dempo (auch Mitinhaber des FC Goa) als einer der Punkte für den schlechten Saisonverlauf 2014/15 des Dempo SC genannt wurde.
Nach dem Abstieg des Teams aus Goa bat Narayan Das offiziell um die Freigabe, obwohl vorher seitens des Teams verlautbart wurde, die Mannschaft würde auch in der I-League 2nd Division, der unterhalb der erstklassigen I-League platzierten Liga, zusammenbleiben. Das erhielt die Freigabe und wechselte zum East Bengal Club aus Kalkutta.
Anschließend unterzeichnete er einen Vertrag beim FC Pune City für den Zeitraum 2016/17, von wo er kurzzeitig im Jahr 2017 noch einmal als Leihspieler zum East Bengal Club zurückkehrte. Es folgte eine Saison beim FC Goa, bei dem er sich einmal für einen längeren Zeitraum verletzt hatte, bevor er im Jahr 2018 zum Delhi Dynamos FC in die Indian Super League ging.

### Nationalmannschaft
Narayan Das gehörte zeitweilig der indischen Fußballnationalmannschaft an. So war er beispielsweise Mitglied in dem Kader, der bei der Auflage 2015 den Sieg bei der Fußball-Südasienmeisterschaft errang.

## Sonstiges
In der Spielzeit 2018/19 der Indian Super League war einer von lediglich vier Abwehrspielern, die auf 50 Spiele in dieser Klasse kamen.

## Erfolge
- South Asian Football Federation Cup (SAFF Cup): Gewinner 2015